# Franca Helg
Franca Helg (Milano, 21 febbraio 1920 – Milano, 4 giugno 1989) è stata un architetto, progettista e designer italiana.
È ricordata per la sua capacità di fondere classicità e modernità. Fra le sue creazioni la più famosa è la poltrona Primavera di Bonacina 1889.

## Biografia
Nacque dallo svizzero Salvatore Helg, industriale tessile, e dalla tedesca Alice Ahrens. Laureata al Politecnico di Milano nel 1945, Franca Helg fu attiva sia nel campo della progettazione architettonica che in quello del design industriale, con importanti interventi progettuali spesso in collaborazione con Franco Albini, al quale fu a lungo associata professionalmente, dal 1951 fino alla morte di lui nel 1977. In seguito lavorò con Marco Albini e Antonio Piva. Tra il 1958 e il 1979 collaborò, insieme a Franco Albini, con la FabbricaPoggi di Pavia, per la quale progettò complementi d'arredamento.
Fu assistente alla cattedra di Composizione architettonica tenuta da Lodovico Barbiano di Belgiojoso, prima all'Istituto Universitario di Architettura di Venezia (Iuav) e quindi al Politecnico di Milano, dove conseguì la libera docenza nel 1967, insegnando la stessa disciplina, di cui divenne ordinaria nel 1984. Tra le sue realizzazioni, i magazzini romani La Rinascente, in piazza Fiume, le Terme Luigi Zoja di Salsomaggiore, il Museo degli Eremitani a Padova.

## Archivio
L'archivio conserva la documentazione dell'attività professionale svolta da Franco Albini e Franca Helg nei settori della progettazione architettonica, urbanistica e del disegno industriale dal 1945 al 1989; dal 1978 in collaborazione con Antonio Piva e Marco Albini. L'archivio comprende anche la documentazione dell'attività professionale di Marco Albini fino al 2001. I disegni originali su carta da lucido nei formati A4, A3, A2, A1 e A0 sono conservati distesi in 5 cassettiere di dimensioni cm 150 x 108 x 105 e organizzati in diversi raggruppamenti: 850 disegni protocollati (1936-45); 240 disegni protocollati relativi a 32 progetti (1949-54); 25 disegni autografi di Franca Helg; 100 disegni autografi di Franco Albini; 541 disegni protocollati (1945-2001); 20.880 disegni protocollati relativi a 608 progetti (1945-2001). I plastici di progetto sono 8, gli oggetti prodotti su disegno di Albini e Helg sono una decina. Il materiale documentale inerente ad ogni progetto(relazioni tecniche, contabilità di cantiere, pratiche amministrative, corrispondenza con committenti, imprese e fornitori) è raccolto in 70 faldoni di formato A4. Il materiale fotografico comprende stampe fotografiche conservate in 510 cartelle di formato A4 e diapositive conservate in 76 faldoni di formato A4.

## Lavori
- Il Quartiere Piccapietra  (Genova) progettato dagli architetti Franco Albini e Franca Helg - Foto di Paolo Monti(con Franco Albini)

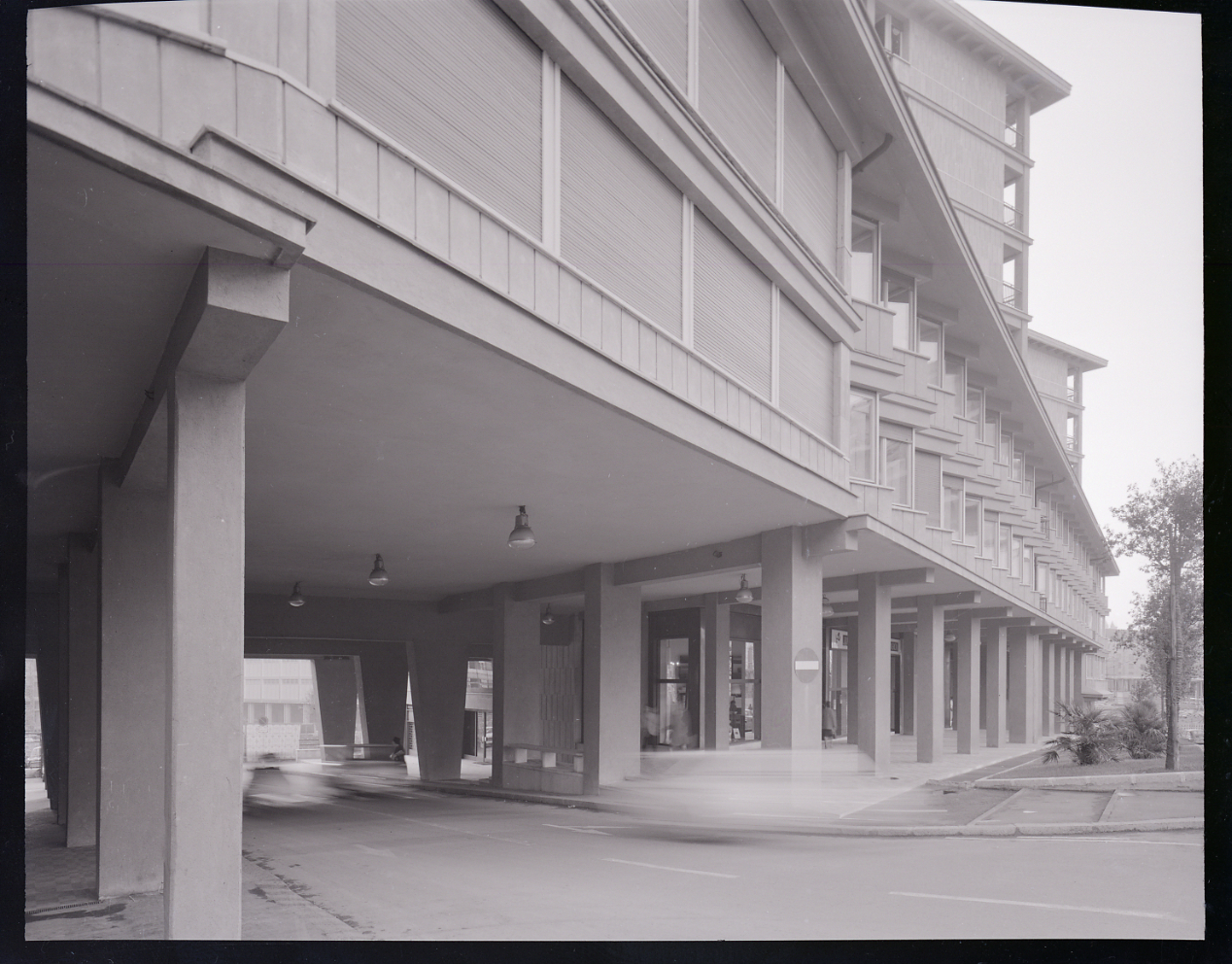
Il Quartiere Piccapietra (Genova) progettato dagli architetti Franco Albini e Franca Helg - Foto di Paolo Monti

  - Restauro del Monumento sepolcrale di Margherita di Lussemburgo
  - Disegno degli interni del Museo del tesoro della cattedrale di San Lorenzo
  - Arredo della Metropolitana di Milano (premio Compasso d'oro 1964[2])
  - Negozio Olivetti a Parigi
  - il Quartiere di Piccapietra a Genova
  - completamento del museo annesso alla chiesa di Sant'Agostino a Genova (1956-1986)[3]
  - Casa Zambelli a Forlì
  - palazzo La Rinascente a Roma (premio regionale IN/ARCH per il Lazio 1963[6])
- Stazione Molino Dorino della Metropolitana di Milano (1980-1985)[3]
- Museo degli Eremitani nel complesso convenutale annesso alla omonima chiesa[2] (1982-1985)[3]